# Vicente Haro
Vicente Haro Marón (Madrid, 1 de noviembre de 1930-ibid., 14 de abril de 2010) fue un actor español de cine, teatro y televisión. Padre del actor Enrique San Francisco. Estuvo casado con Ana María Vidal.

## Teatro
- Los verdes campos del Edén
- Eloísa está debajo de un almendro
- La ratonera
- Boing - Boing
- Tres testigos
- Juegos de media noche
- Las tres perfectas casadas
- A dos barajas
- Un enemigo del pueblo
- Sé infiel y no mires con quién
- Panorama desde el puente (1958)
- Tiempo de espadas (1972)[2]
- ¿Dónde están mis pantalones? (1988)
- El arrogante español (1991)
- Los intereses creados (1992)

## Filmografía

### Cine
- Botón de ancla (1961)
- Vampiresas 1930 (1962)
- Llovidos del cielo (1962)
- El salario del crimen (1964)
- Cerrado por asesinato (1964)
- Relaciones casi públicas (1968)
- Un adulterio decente (1969)
- Secuestro a la española (1972)
- Experiencia prematrimonial (1972)
- Las colocadas (1972)
- Los crímenes de Petiot (1973)
- El señor está servido (1976)
- El anacoreta (1976)
- Pepito Piscinas (1978)
- El día del presidente (1989)
- Orquesta Club Virginia (1992)
- Tierra (1995)
- El ángel de la guarda (1996)
- Corsarios del chip (1996)
- El tiempo de la felicidad (1997)
- Pepe Guindo (1999)
- Maestros (2000)
- Clara y Elena (2001)
- Manolito Gafotas en ¡Mola ser jefe! (2001)
- 20 centímetros (2005)
- Bienvenido a casa (2006)

### Cortometrajes
- Tradición familiar – Soliloqios (1994)
- Expreso (1994)
- El nacimiento de un imperio (1998)
- Snow borders (2003)

### Televisión
| - ¿Qué fue de Jorge Sanz? - Azotes (12 de septiembre de 2010) - Guatemala (17 de diciembre de 2010) - U.C.O. - Errare humanum est (31 de julio de 2009) - Hermanos y detectives - El caso del extranjero solitario (25 de septiembre de 2007) - El comisario - Una vida por otra (4 de marzo de 2005) - Hospital Central - Una mente en blanco (14 de enero de 2003) - Lo que queda por hacer (11 de julio de 2007) - Robles, investigador (2000-2001) - Raquel busca su sitio - Alguien que me cuide (10 de abril de 2000) - La casa de los líos - La princhechita Amina (22 de noviembre de 1998) - Al salir de clase (1997-1998) - Colegio Mayor (1994-1996) - Médico de familia - Los Martín conquistan Manhattan (8 de octubre de 1996) - Pepa y Pepe - Episodio #1.8 (13 de marzo de 1995) - Los ladrones van a la oficina - Cocodrilos en el Nilo (28 de septiembre de 1994) - Farmacia de guardia - Al rey Melchor le duelen las muelas (6 de enero de 1994) - El amor es un ring (29 de septiembre de 1994) - Mis dos novios (6 de octubre de 1994) - Una gata en la farmacia (21 de septiembre de 1995) - Primera función - El cianuro... ¿solo o con leche? (30 de marzo de 1989) - Comedia para asesinos (1 de junio de 1989) - Teatro estudio - El burlador de Sevilla (28 de noviembre de 1976) - Cuentos y leyendas - En provincia (26 de septiembre de 1975) - El teatro - El Judas (23 de marzo de 1975) - Pequeño estudio - Cuando regresan los héroes (9 de febrero de 1973) - Hora once - El diablo y Tomás Walker (3 de octubre de 1970) - La escuela de los maridos (26 de febrero de 1973) - Al filo de lo imposible - El secuestro (27 de junio de 1970) - Teatro de siempre - Brandy, mucho Brandy (1 de enero de 1968) - Un drama nuevo (28 de febrero de 1972) - Los encuentros - Pregunta al portero (15 de septiembre de 1967) - Dichoso mundo - El basilisco (27 de febrero de 1967) | - Y al final esperanza - Píldora nupcial (11 de febrero de 1967) - Historias de hoy - La huida (17 de enero de 1967) - El tercer rombo - Menuda pesadilla (14 de junio de 1966) - Estudio 1 - Bubú I (19 de enero de 1966) - El pez en el agua (9 de marzo de 1966) - Dios Con Nosotros (27 de abril de 1966) - Cuarenta y Ocho Horas De Felicidad (8 de junio de 1966) - Prohibido suicidarse en primavera (29 de marzo de 1967) - Vela de armas (26 de julio de 1967) - Corona de amor y muerte (1 de noviembre de 1967) - Alberto (24 de diciembre de 1968) - Las de Caín (14 de enero de 1969) - La venganza de Don Mendo (29 de septiembre de 1972) - Carmelo (15 de diciembre de 1972) - Tú tranquilo - Blas no se chupa el dedo (31 de agosto de 1965) - Teatro de humor - ¿De acuerdo, Susana? (9 de mayo de 1965) - Teatro de familia - Encrucijada (30 de junio de 1964) - Tengo un libro en las manos - Francisco de Quevedo (23 de junio de 1964) - Primera fila - El árbol de los Linden (23 de octubre de 1963) - Platonov (1 de enero de 1964) - La venganza de Don Mendo (21 de junio de 1964) - La vida en un bloc (17 de marzo de 1965) - Crimen y castigo (9 de junio de 1965) - El milagro en la Plaza del Progreso (11 de agosto de 1965) - El baile de los ladrones (25 de agosto de 1965) - Estudio 3 - Los señores de Morales (21 de octubre de 1963) - El extraño caso del Sr. Kellerman (13 de enero de 1964) - Concierto para piano (6 de abril de 1964) - La pata del mono (1 de septiembre de 1964) - Novela - El caso de la señora nerviosa (15 de julio de 1963) - Tres preguntas al destino (1 de octubre de 1963) - Hoy llegó la primavera (7 de octubre de 1963) - Llegada de noche (27 de enero de 1964) - Los cinco invitados (6 de abril de 1964) - Se fue el novio (15 de junio de 1964) - El extraño mundo del profesor (14 de marzo de 1966) - El señor García (12 de diciembre de 1966) - En vano (22 de enero de 1968) - Gran teatro - Vive Como Quieras (28 de diciembre de 1961) - Los Días Felices (25 de enero de 1962) - La Bella Del Bosque (18 de febrero de 1962) |

## Radio y locuciones
Además de numerosos doblajes de películas, participó en el serial de Sautier Casaseca para RNE El nombre del hijo. Entre 2004 y 2006 participó en la sección «El último samurai ibérico» en el programa de Pablo Motos No somos nadie.

## Premios
El Festival Internacional de Cine de Comedia de Peñíscola le otorgó en 2006 su premio Pepe Isbert por ser uno de los actores de reparto «más conocidos y estimados» del cine español.